# Handschrift 5 J 27
Hs. 5 J 27 is een getijdenboek in het Middelnederlands uit de 15e eeuw. Het is gemaakt in de Noordelijke Nederlanden, waarschijnlijk in de stad Utrecht. De verluchtingen zijn gemaakt door Antonis Rogiersz. Uten Broec, die voorheen de noodnaam de Meester van de Bostonse Stad Gods had. Het wordt nu bewaard in de Universiteitsbibliotheek Utrecht.

## Omschrijving
Het getijdenboek is geschreven in het Middelnederlands in een gotische textualis formata in één kolom. Het bevat 214 kalfsperkamenten (vellum) bladen (folia) van 16 bij 11,5 cm. De banden zijn niet origineel, maar uit de negentiende eeuw en bestaan uit bruin leer over hout met blindstempeling.
Het handschrift is uitvoerig gedecoreerd met 9 bladgrote miniaturen, veel gedecoreerde initialen en versiering in de marges.

## Geschiedenis
Er is weinig bekend over de herkomst van Hs. 5 J 27. Het handschrift was in de 19e eeuw in bezit van Ulco Proost in Amsterdam. In november 1967 is het manuscript gekocht door de Universiteitsbibliotheek Utrecht op een veiling bij Beijers.

## Inhoud
Hs. 5 J 27 is een Middelnederlands getijdenboek. De teksten zijn vertaald uit het Latijn. Vooral in de Noordelijke Nederlanden werden Middelnederlandse getijdenboeken gebruikt, in tegenstelling tot de Zuidelijke Nederlanden zoals Vlaanderen waar vooral Latijnse boeken werden gebruikt. Dat kwam onder andere door de invloed van de religieuze beweging van de Moderne Devotie in de Noordelijke Nederlanden. Zowel de Noord-Nederlandse theoloog Geert Grote (1340-1384) als de monniken van de Congregatie van Windesheim, beide horend bij de Moderne Devotie, hadden Middelnederlandse vertalingen van het getijdenboek gemaakt.
De inhoud van dit manuscript bestaat uit een heiligenkalender voor het bisdom Utrecht, de Mariagetijden, zeven boetespsalmen, de Litanie, het Dodenofficie, diverse gebeden en het Officie van de zeven getijden van het lijden van Christus. De kalender is herkenbaar als Utrechts omdat heiligen die belangrijk waren voor het bisdom Utrechtse, zoals Sint Maarten, Willibrord en Lebuïnus in rood staan aangegeven.

## Decoratie

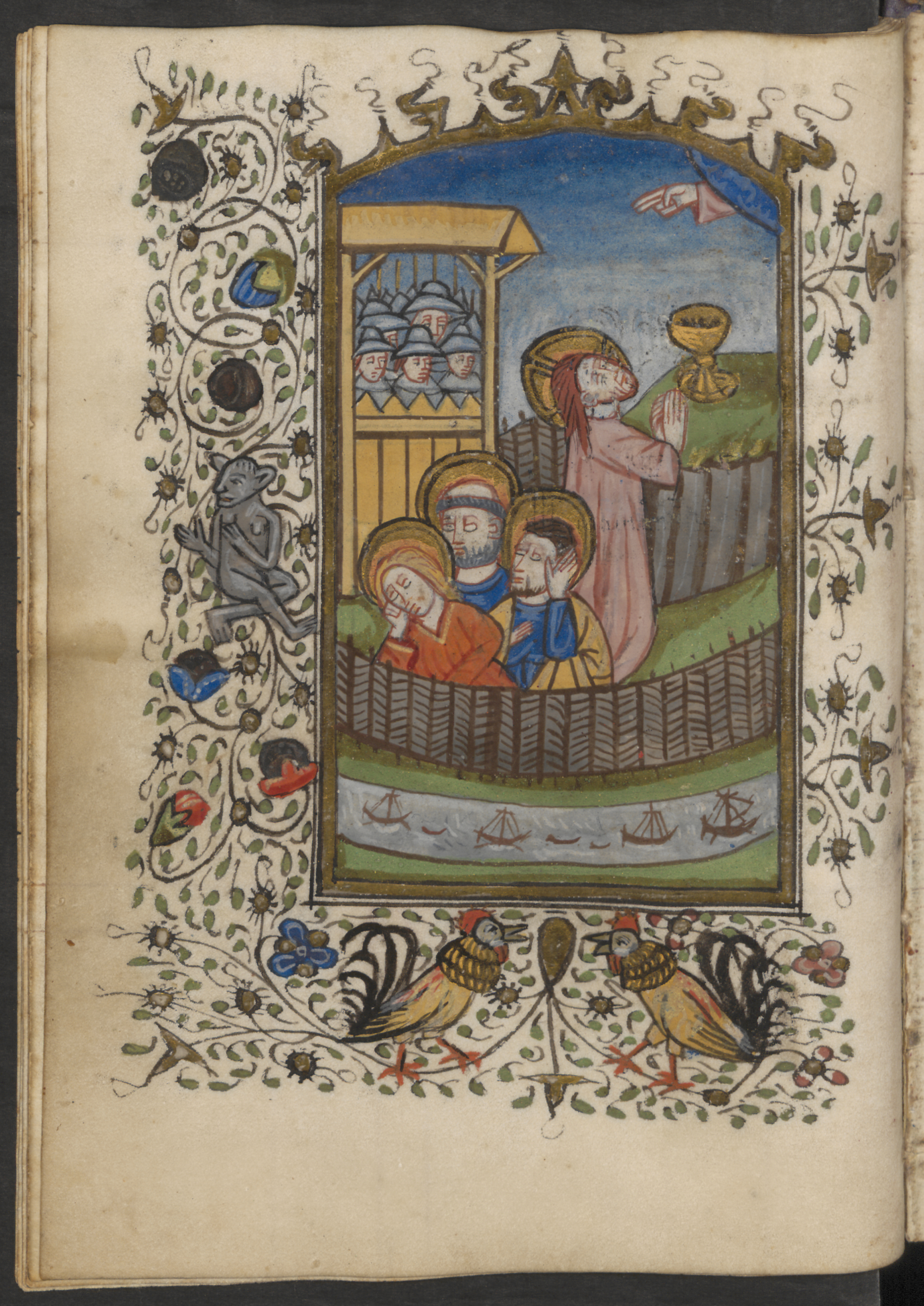
f. 15v Christus op de Olijfberg

Het manuscript is uitvoerig gedecoreerd. Het bevat negen bladgrote miniaturen, twaalf gehistorieerde initialen (initialen met een voorstelling), 25 voorstellingen in de marges en veel gedecoreerde initialen met penwerk in de marge. De verluchting is van de hand van de Meester van de Bostonse Stad Gods. Deze meester is geïdentificeerd als Antonis Rogiersz. Uten Broec op basis van archiefonderzoek. Antonis was een Utrechtse meester die ook in de Zuidelijke Nederlanden werkte.
Er zijn negen bladgrote miniaturen overgebleven in het handschrift. Deze miniaturen zijn geschilderd op aparte bladen en ingevoegd in het manuscript. Origineel waren het er waarschijnlijk elf: twee miniaturen missen, tussen folia 28 en 29 en tussen 61 en 62. De eerste van deze twee werd 13 juni 1983 verkocht op een veiling bij Sotheby’s in Londen. Hierop staat de arrestatie van Christus afgebeeld. De tweede missende miniatuur was waarschijnlijk de Kruisiging van Christus.

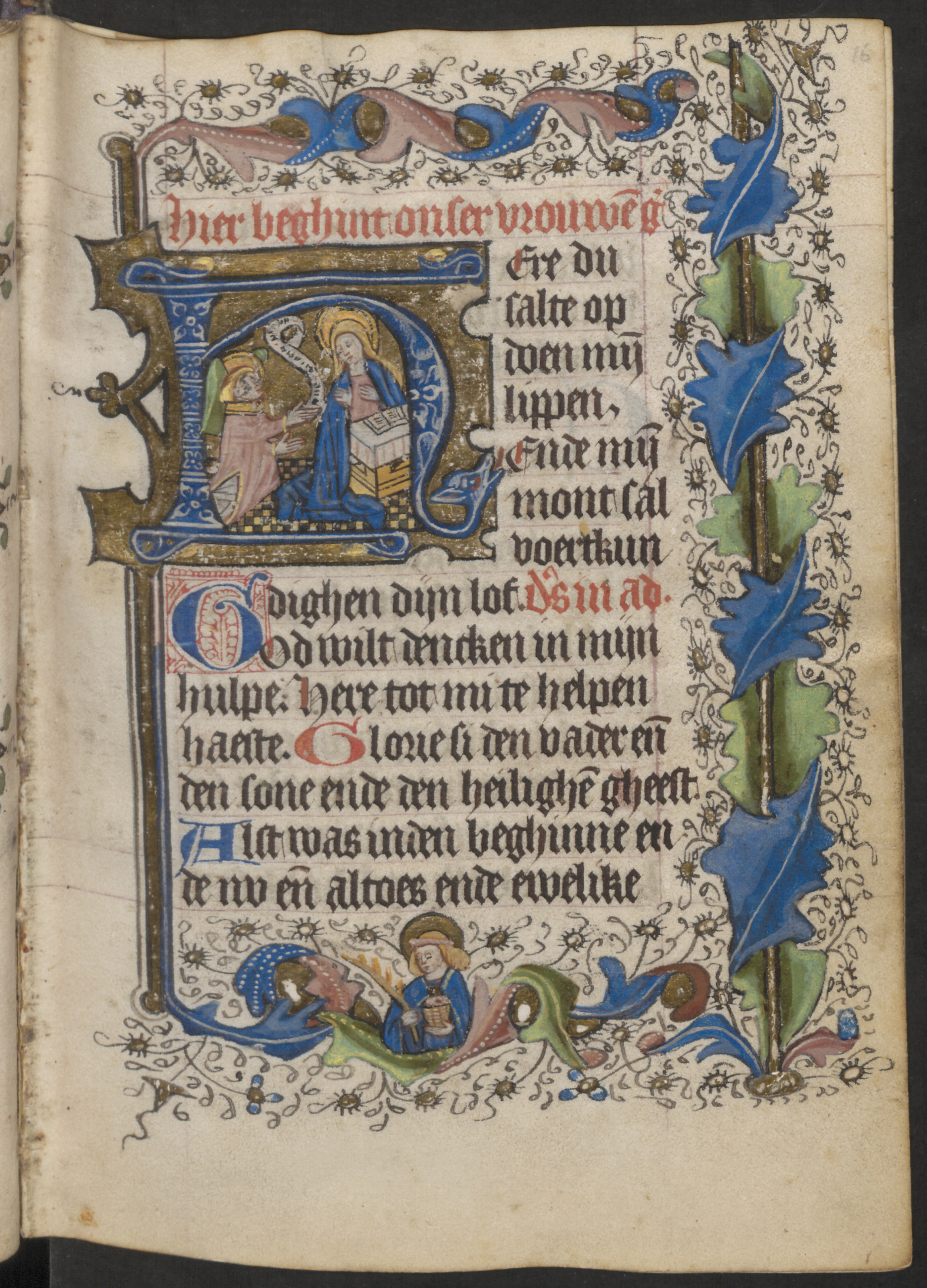
f. 16r Initiaal met de Annunciatie

De decoratie van dit manuscript is om twee redenen bijzonder. Ten eerste is het ongebruikelijk dat niet alleen het begin van elk deel van het getijdenboek, zoals de Mariagetijden en de zeven boetpalmen, een afbeelding staat maar ook bij elke officie binnen de Mariagetijden. Deze manier van decoreren wordt teruggevonden in de meer rijk geïllustreerde getijdenboeken. Ten tweede is het zeldzaam in Noord-Nederlandse handschriften dat deze getijden zijn gedecoreerd met zowel een cyclus van afbeeldingen uit de jeugd van Christus als uit het lijdensverhaal van Christus. Dit is in Hs. 5 J 27 wel het geval.
De negen overgebleven miniaturen tonen bijna allemaal scènes uit de passie van Christus. De eerste miniatuur op folium 15 verso is Christus op de Olijfberg, op fol. 42v staat Christus voor Pontius Pilatus en 50v. toont de geseling van Christus. Op 56v staat de kruisdraging en op 67v de kruisafname, ten slotte staat op 77v de graflegging van Christus. Er zijn drie miniaturen die geen scènes uit het lijdensverhaal tonen. Op 85v staat het Laatste Oordeel afgebeeld, op 119v een uitbeelding van het Dodenofficie en op 198v de Heilige Drie-eenheid, ook wel in het Duits aangeduid als ‘Gnadenstuhl’.
De gehistorieerde initialen staan vooral in de Mariagetijden. Deze bevatten scènes uit de jeugd van Christus. Op f. 16r bij de metten begint het verhaal bij de Annunciatie, waarbij de engel Gabriël Maria vertelt dat ze zwanger is. Bij het begin van de lauden op 29r toont de initiaal het bezoek van Maria aan haar nicht Elisabet, de Visitatie. De Priem op 43r heeft de geboorte van Christus, de terts op 51r de voorbereidingen voor de besnijdenis van Christus, de sext op 57r de aanbidding van de Drie Koningen en de none op 62r de presentatie van Christus in de tempel met Simeon. Op 68r bij de vespers staat dan de vlucht naar Egypte en op 78r bij de completen de kindermoord te Bethlehem.
Naast deze scènes uit de jeugd van Christus staat op 86r aan het begin van zeven boetpsalmen een initiaal met een engel die een ziel redt van een duivel en voor het dodenofficie op 120r staan in de initiaal twee zielen in het vagevuur. Op 178r, voor het Mariagebed, staat een Maria met Christus aan de borst. De passiegetijden op 199r worden ten slotte voorafgegaan door een initiaal met een buste van Christus die een zegenend gebaar maakt en een boek vasthoudt.
De marges rond de bladgrote miniaturen en pagina’s met gehistorieerde initialen zijn versierd met krullende bladranken. In sommige van deze marges staan ook dieren en mensen. Zo staat een vrouw met een palmtak en een mandje, waarschijnlijk de heilige Dorothea, op fol. 16r, en staat de heilige Barbara, met palmtak en toren, op 128r. In de marge van 77v staat ook een ‘tricephalus’, drie aan elkaar gesmolten gezichten. Deze verbeeldt de drie-eenheid. Verder staan er diverse dieren in de marges.